# エドボル
エドボルは、放送作家、フリーライター。テレビ、ラジオ、ネット配信、ライブステージなどの構成や演出を担当。女性アイドルに関する造詣の深さを生かして「アイドルライター」として現代の女性アイドルに関する執筆が多い。現在のローカルアイドルブームの火付け役のひとりと言われている。

## 構成担当番組
現在の担当番組
- @JAM応援宣言！@JAM THE WORLD（SHOWROOM　現在は ミクチャ）[1]
- @JAMトークバラエティ ドルバナ(SHOWROOM)[4]
- アップアップガールズ（仮）の戦場（仮）（SHOWROOM）[1]
- AKB4818期研究生 1か8かで全力イッパチルーム（SHOWROOM）　[4]
- DIVINEのフォーチュンラジオ!!!!（SHOWROOM）
- カレアイのこと好きになってくれますか？（SHOWROOM）
- ぴるあぽ修行中 ちょっといいとこ見ていかない？（SHOWROOM）
- のいみーのいみ（SHOWROOM）
- TIF2025全国選抜LIVE・バイブル（SHOWROOM）

過去の担当番組
- Rの法則（NHK Eテレ） - 監修[5]
- TOKYO IDOL TV（フジテレビ）構成
- TOKYO IDOL PROJECT（フジテレビNEXT）構成
- TOKYO IDOL TV NEXT（フジテレビNEXT）構成
- この指と〜まれ!（フジテレビ）構成
- TOKYO IDOL 会議中（ニコニコ生放送）構成
- うますぎるアイドルは誰だ！？歌がうまいアイドル日本一決定戦 真夏の生放送スペシャル！（フジテレビ）構成
- アイドル NEWYEAR サミット（フジテレビ）構成
- 指原議長とアイドル国会（フジテレビ）構成
- 大谷ノブヒコあなたの好きを聞かせて（Kawaiian TV）企画構成
- MIRAI系アイドルTV（TOKYO MX）構成
- ザ・トップ5〜リターンズ（TBSラジオ）構成
- 電波良好！＼ MBSでんぱな主張 ／（MBSラジオ）構成
- 妄想科学デパート AKIBANOISE（TOKYO FM）構成
- ツリラブ （目黒FM）構成
- クロちゃんのアイドルステーション（目黒FM）企画構成
- Cheeky Paradeのチィキス開発会議（SHOWROOM）構成演出
- PaletのアレコレやっちゃいまShowroom （SHOWROOM）構成演出
- 乃木けん♡ （SHOWROOM）構成演出
- ＠JAM応援宣言！萌えろ＠エンジェルちゃん（SHOWROOM）構成演出
- 虹のコンキスタドールの情報は夜の７時 （SHOWROOM）構成演出
- ネクストフェスタ de どうデスタ？（SHOWROOM）構成演出
- アイドルネッサンス候補生の引き出しをあけるネッサンス（SHOWROOM）構成演出
- drop のかようびのふたつむすび（SHOWROOM）構成演出
- アイドルネッサンスの本性がとび出るネッサンス （SHOWROOM）構成演出
- Arc JewelのJewel Box☆　Stella☆BeatsのモッツァレラTV （SHOWROOM）構成演出
- AISの-All Idol Lab-（SHOWROOM）構成演出
- Arc JewelのJewel Box☆ Chu☆Oh!Dolly ちゅーおーどーり いざ参(MY)るーむ（SHOWROOM）構成演出
- つりビットの今夜は大漁でSHOW（SHOWROOM）構成演出
- Arc JewelのJewel Box☆ 愛乙女★DOLLのLovely Showroom （SHOWROOM）構成演出
- Arc JewelのJewel Box☆ Ange☆ReveのAngeroom （SHOWROOM）構成演出
- Arc JewelのJewel Box☆ Luce Twinkle Wink☆のTwinkeroom （SHOWROOM）構成演出
- Arc JewelのJewel Box☆  Jewel☆Neigeの煌めくクリスタルーム（SHOWROOM）構成演出
- 東京パフォーマンスドールのシブヤ SECRET BASE （SHOWROOM）構成演出
- sora tob sakana aquarium in the sky（SHOWROOM）構成演出
- Fullfull☆Pocket がHAPPYにするよ！（SHOWROOM）構成演出
- 毛利Pの部屋（SHOWROOM／CS日テレ）構成演出
- 最高ちゃんねる（YouTube）構成演出
- アメザリとチョコットラジオ （Hangame内) 構成演出
- さんみゅ〜のもっと!!さんみゅ～DEいいじゃん!! （ニコニコ生放送）構成演出
- ニンジャスレイヤー フロムアニメイシヨン×歌謡タイピング劇場 コラボ生放送（ニコニコ生放送）構成
- 集まれ！さんみゅ〜笑学校（ニコニコ生放送）構成
- LINE LIVEアイドル図鑑 ぴんすぽ（LINE LIVE）企画構成演出
- アメステトーク（Ameba FRESH!!!）構成
- しゃべり場LIVE（Rakuten Live）構成
- ももいろクローバーZ× ナタリー 15周年を迎えたナタリーの新しい社歌を作っちゃおう！(マツリー vol.2）構成
- でんぱ組.inc New Album『DEMPARK!!!』発売記念生放送（YouTube）構成演出
- ミームトーキョー NEW EP「MEMETIC INFECTION」発売記念生配信（YouTube）構成演出
- SHAKE UP WALLOP 木曜日（WALLOP放送局）構成演出

担当イベント
- TOKYO IDOL FESTIVAL[6][4]
- @JAM EXPO[6] [4]

## 出演
- 独特な視点の客が集まるBAR＃７（スカパー! 公式YouTubeチャンネル）[6]
- 元バニビ レナの アイドルを止めるな！（JFNPARK） 2020年7月21日 、2020年8月4日[7] https://audee.jp/voice/show/21510
- MIRAI系アイドル討論会（ニコニコ生放送）[8]
- 東京ネットラジオ[1]
- ライムスター宇多丸のウィークエンド・シャッフル（TBSラジオ）[9]
- 推しの木（フジテレビ／FOD）[10]

## 主な記事
- Real Sound - エドボルの記事一覧

## 作詞
- ギャランティーク和恵『赤橙』（作曲・吉田哲人）[11]
- Sputrip『Breeze in the Sun』（作曲・吉田哲人）[12]
- Sputrip『光の惑星』（作曲・吉田哲人）[12]

## CD
- JAPAN IDOL FILE（T-Palette、2013年4月24日発売） - 選曲者[13]